# Стеван Аћимовић
Стеван Аћимовић (Трстеник, 1881 — 1934) био је истакнути српски адвокат и друштвено-политички радник у доба Краљевине Србије и касније Краљевине Југославије.
Рођен је 15. августа 1881. године од оца Грује и мајке Марије, Био је близак пријатељ других личности из друштвеног и интелектуалног живота те епохе, као што су Јосиф Панчић, Мика Алас, и Добрица Милутиновић.
Аћимовић је био адвокат ЊКВ Принца Ђорђа Карађорђевића током догађаја који су претходили његовој абдикацији и касније. Допринео је и у утемељењу Удружења глумаца Краљевине Срба, Хрвата и Словенаца.